# Masoud Estili
Masoud Estili (in persiano: مسعود استیلی; 21 settembre 1969 – Teheran, 27 marzo 2011) è stato un calciatore e giocatore di calcio a 5 iraniano.

## Carriera
Come massimo riconoscimento in carriera vanta la partecipazione, con la Nazionale di calcio a 5 dell'Iran, al FIFA Futsal World Championship 1996 in Spagna dove la selezione asiatica si è fermata al primo turno, nel girone comprendente Brasile, Belgio e Cuba